# Valentina Adjemian
Valentina Adjemian en armenio Վանենտինա Աճեմյան (Van, 22 de julio de 1913 - Ereván,  23 de julio de 1991) fue una arquitecta armenia.

## Biografía
En 1937 egresó del Instituto Politécnico de Ereván. Se casó con el arquitecto Baltasar Baltasarian.

## Trayectoria
Entre 1938 y 1981 fue Especialista Principal del Instituto Hayartnajaguidz (proyecto-arte-armenio)
Entre los proyectos construidos se encuentran:
- El edificio administrativo de la fábrica de máquinas herramientas de Ereván. 1955
- Las dos alas de “Electromekenashinagan” (Construcción-máquinas-electrónicas). 1940-1941
- Fábrica electrotécnica de Estepanaván. 1962-1963
- Fábrica de ácido tartárico de Ereván. 1959-1960
- Fábricas de vino de Dalar y de Arax. 1953-1954

## Reconocimientos
- Laureada en el concurso de creación de la arquitecta mujer en toda la Unión Soviética. 1948
- Arquitecta Emérita de la República Socialista Soviética de Armenia. 1971